# Coelops hirsutus
Coelops hirsutus är en däggdjursart som först beskrevs av Miller 1911.  Coelops hirsutus ingår i släktet Coelops och familjen hästskonäsor (Rhinolophidae). IUCN kategoriserar arten globalt som otillräckligt studerad. Inga underarter finns listade i Catalogue of Life. Populationen listas av Wilson & Reeder (2005) som underart till Coelops robinsoni.
Arten är med en kroppslängd av 38 till 45 mm och en vikt av 2,4 till 3,6 g en liten fladdermus. Den saknar svans, har 34 till 36 mm långa underarmar, 6 till 7 mm långa bakfötter och 13 till 16 mm långa öron. Liksom hos andra familjemedlemmar finns hudflikar på näsan (bladet) där en liknar en hästsko. Öronen är jämförd med övriga kroppen stora och runda samt trattformiga. Den ulliga pälsen har en gråaktig färg med gul eller brun skugga.
Denna fladdermus förekommer i Filippinerna. Den lever i skogar och vilar bland annat i grottor.
Antagligen vilar Coelops hirsutus även i trädens håligheter. Honor med en nyfödd unge blev observerade.